# Jacory Patterson
Jacory Patterson (2 de febrero de 2000) es un deportista estadounidense que compite en atletismo, especialista en las carreras de velocidad.
Ganó tres medallas en el Campeonato Mundial de Atletismo en Pista Cubierta, en los años 2024 y 2025.
Cursó el grado de Estudios Universitarios en el Instituto Politécnico y Universidad Estatal de Virginia.

## Palmarés internacional
| Campeonato Mundial en Pista Cubierta | Campeonato Mundial en Pista Cubierta | Campeonato Mundial en Pista Cubierta | Campeonato Mundial en Pista Cubierta |
| Año                                  | Lugar                                | Medalla                              | Prueba                               |
| ------------------------------------ | ------------------------------------ | ------------------------------------ | ------------------------------------ |
| 2024                                 | Glasgow (Reino Unido)                | Medalla de plata                     | 4 × 400 m                            |
| 2025                                 | Nankín (China)                       | Medalla de oro                       | 4 × 400 m                            |
| 2025                                 | Nankín (China)                       | Medalla de bronce                    | 400 m                                |